# 포르투갈령 티모르
포르투갈령 티모르(포르투갈어: Timor Português)는 1702년부터 1975년까지 동남아시아에 존재했던 포르투갈의 식민지로, 현재의 동티모르에 있던 식민지였다.

## 역사
최초로 이 지역에 도착한 유럽인은 1515년 판트마카사르(Pante Macassar)에 도착한 포르투갈인들로 추정된다. 1556년 도미니코 수도회가 리파우(Lifau) 마을을 세웠으며 1702년 포르투갈의 식민지로 편입되었다. 주요 수출품은 백단향이었다.
1767년 티모르섬의 나머지 부분과 주변의 섬들(현재의 인도네시아 영토)을 식민지로 삼고 있던 네덜란드의 공격을 받았고 1769년 수도를 딜리로 옮겼다. 1859년 리스본 조약에 따라 포르투갈령 티모르와 네덜란드령 동인도의 공식적인 경계선이 결정되었고 1916년 헤이그에서 최종적으로 확정되었다. 이 경계선은 현재의 인도네시아와 동티모르의 국경선으로 남아 있다.
1974년 포르투갈에서 카네이션 혁명이 일어나면서 독립 협상이 시작되었다. 1975년 동티모르는 포르투갈로부터 독립을 선언했지만 얼마 안 되어서 인도네시아의 침공을 받게 된다. 동티모르는 2002년 5월 20일 공식적으로 독립하게 된다.

## 같이 보기
- 동티모르의 역사